# 바리케이드 (1997년 영화)
"바리케이드"는 1997년에 개봉한 대한민국의 영화이다. 윤인호가 감독했고 김의성 등이 주연으로 출연하였으며 김종학 등이 제작에 참여하였다.
2021년 제47회 서울독립영화제 (211129) 독립영화 아카이브전 상영작

## 캐스팅

### 주연
- 김의성 : 한식 역
- 김정균 : 용승 역

### 조연
- 박은정 : 금희 역
- 칸 : 칸 역
- 자키 : 자키 역
- 박남현 : 고달식 역
- 명순미 : 부토 역
- 유순철 : 아버지 역
- 이용이 : 어머니 역
- 김일우 : 백 사장 역
- 박종철 : 이 사장 역
- 박미연 : 미스박 역
- 박용팔 : 구멍가게주인 역
- 박정아 : 금희친구 역
- 최정상 : 취객 역

## 스태프
- 원작자: 서지한
- 조명: 이강산
- 연출부: 이준택
- 연출부: 홍용수
- 연출부: 배상철
- 연출부: 윤재구
- 연출부: 김정식
- 미술: 오상만
- 의상: 김경희